# Coinces
Coinces is een gemeente in het Franse departement Loiret (regio Centre-Val de Loire) en telt 437 inwoners (1999). De plaats maakt deel uit van het arrondissement Orléans.

## Geografie
De oppervlakte van Coinces bedraagt 21,1 km², de bevolkingsdichtheid is 20,7 inwoners per km².
De onderstaande kaart toont de ligging van Coinces met de belangrijkste infrastructuur en aangrenzende gemeenten.

## Demografie
Onderstaande figuur toont het verloop van het inwonertal (bron: INSEE-tellingen).